# ملادين غروييتشيتش
ملادين غروييتشيتش (مواليد 13 أبريل 1982) هو سياسي من صرب البوسنة والهرسك يشغل حاليا منصب رئيس بلدية سريبرينيتشا منذ عام 2016 وهي بلدة وبلدية تقع في أقصى شرق جمهورية صرب البوسنة وهو كيان من البوسنة والهرسك. وهو عضو في تحالف الديمقراطيين الاجتماعيين المستقلين.

## السيرة الشخصية

### النشأة والوظيفية
ولد غروييتشيتش عام 1982 في سريبرينيتشا. غادر المدينة خلال حرب البوسنة والهرسك التي قُتل فيها والده وهو يقاتل في صفوف جيش جمهورية صرب البوسنة.
بعد الانتهاء من دراسته في كلية التكنولوجيا في زفورنيك التي كانت جزء من جامعة شرق سراييفو بدأ حياته المهنية وبعد ذلك كان أستاذ في المدرسة الثانوية في مجموعة الكيمياء في المدرسة الثانوية المركز في سريبرينيتشا.
لعدة سنوات قاد منظمة عائلات المقاتلين الأسرى والقتلى والمدنيين المفقودين في سريبرينيتشا وحصل على لقب «إنساني العام» من قبل الجمهورية لعام 2010.

### الحياة السياسية
غروييتشيتش هو عضو قديم في تحالف الديمقراطيين الاجتماعيين المستقلين وكان مرشح لعضو في البرلمان المحلي في عام 2012.
في 10 يوليو 2016 بدأ ملادين غروييتشيتش مرشح مشترك لجميع الأحزاب الصربية في سريبرينيتشا حملته لمنصب عمدة سريبرينيتشا في الانتخابات المحلية لعام 2016. تم الإعلان عن ترشحه لمنصب رئيس البلدية في 14 أبريل عندما عقد اجتماع لزعماء تسعة أحزاب سياسية صربية من سريبرينيتشا. في ذلك الوقت تم الاتفاق على خوض الانتخابات مع مرشح مشترك لمنصب رئيس البلدية ضمن ائتلاف «معا من أجل سريبرينيتشا».
هزم غروييتشيتش منافسه حسن دوراكوفيتش بنسبة 54.38٪ من الأصوات الشعبية وتولى منصب عمدة سريبرينيتشا الجديد في 8 نوفمبر 2016. كانت هذه هي المرة الأولى منذ 17 عام التي يفوز فيها مرشح صربي في الانتخابات.

### جدل الإبادة الجماعية في سريبرينيتشا
تم تسمية غروييتشيتش بأنه قومي صربي ومنكر الإبادة الجماعية في سريبرينيتشا من قبل جمهور البوشناق وخصومه. في حديثه عن مذبحة سربرنيتشا قال غروييتشيتش نفسه هذا أثناء الحملة:
اقتباس|إنها قصة مفروضة وستسقط في وقت ما. لا أحد من الصرب ومعظم البوشناق الذين يعيشون هنا يؤمنون بمهزلة لاهاي. حتى أن البوشناق الذين يقولون إنه لم تكن هناك إبادة جماعية يعتبرون مجانين.